# Åke Paulsson (regeringsråd)
Åke Bertil Paulsson, född 1 mars 1915 i Mörarps församling, Malmöhus län, död 5 september 2004 i Stockholm, var en svensk jurist.
Åke Paulsson blev juris kandidat 1938. Han genomförde tingstjänstgöring 1939–1942, blev fiskal i Hovrätten för Övre Norrland 1943, assessor 1948 och hovrättsråd 1953. Paulsson blev byråchef i Försvarsdepartementet 1951, lagbyråchef 1955 och var expeditionschef 1958–1965.
Paulsson var regeringsråd 1965–1981. Han blev ordförande på avdelning i Regeringsrätten 1981, och tjänstgjorde som ledamot i lagrådet 1973–1975 och 1982–1985.
Han hade en rad andra uppdrag som ordförande i Försvarets personalnämnd 1955–1965, i Vapenfrinämnden 1966–1978 och i Riksvärderingsnämnden 1969–1986, samt inom det statliga utredningsväsendet, främst rörande försvarsfrågor, där han var sekreterare i 1955 års försvarsberedning, ledamot i 1954 års personalkårsutredning och 1964 års utredning rörande vapenfria värnpliktiga, samt ordförande i tjänsteställningsutredningen 1963–1965.
Paulsson är begraven på Norra begravningsplatsen utanför Stockholm.

## Utmärkelser
- Riddare av Nordstjärneorden, 1954.[1]
- Kommendör  av Nordstjärneorden, 23 november 1961.[2]
- Kommendör av första klassen av Nordstjärneorden, 6 juni 1968.[3]
- Kommendör med stora korset av Nordstjärneorden, 3 december 1974.[4]